# Paolo Ruffini
Paolo Ruffini (n. 22 septembrie 1765, Valentano, Lazio, Regatul Italiei – d. 10 mai 1822, Modena, Monarhia Habsburgică) a fost un matematician,  filosof și  medic italian, cunoscut mai ales ca un precursor al teoriei grupurilor.
Ruffini obține diploma universitară în anul 1788 în filosofie, medicină/chirurgie și matematică. Opera sa matematică cuprinde, printre altele, incomplet demonstrată, teorema lui Abel-Ruffini, potrivit căreia polinoamele de gradul patru sau mai mari, nu pot avea soluții radicali simpli (1799) precum și regula lui Ruffini care este o metodă rapidă pentru descompunerea polinoamelor de grad superior în factori de polinoame de grad inferior. Ruffini, prin aserțiunile sale asupra probabilității cuadraturii cercului, este considerat un  precursor ale teoriei grupurilor, creat de Évariste Galois
. A fost profesor de matematică la Universitatea din Modena  și în paralele a practicat medicina fiind autorul unor lucrări științifice despre tifos.

## Opere

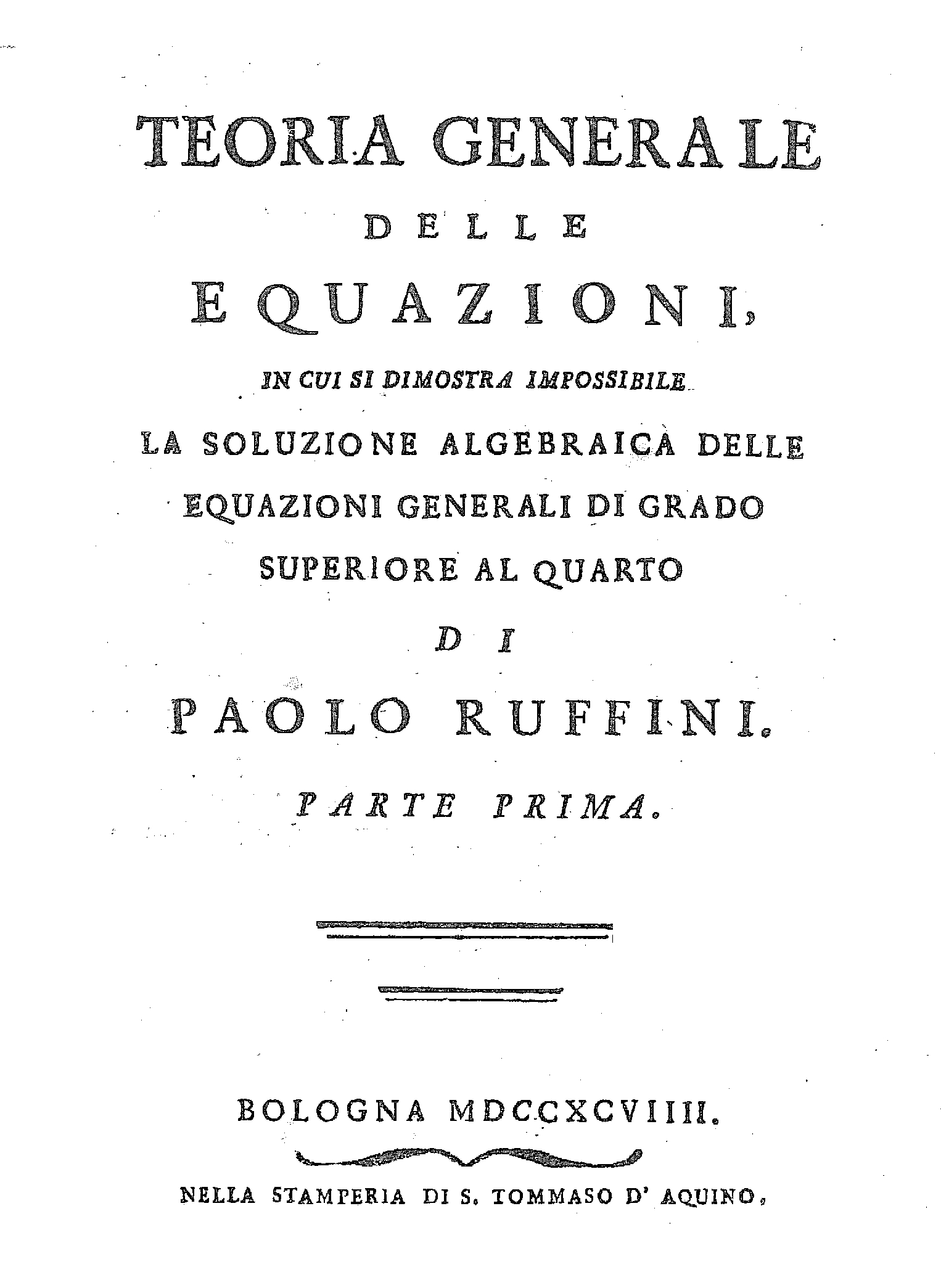
Teoria generale delle equazioni, 1799

- La teoria generale delle equazioni in cui è provato che la soluzione algebrica di equazioni di grado maggiore di 4 è impossibile (1799)
- Sopra la dimostrazione delle radici nelle equazioni numeriche di qualunque grado (1804)
- Della immaterialità dell'anima, Modena 1806
- Riflessioni critiche sopra il saggio filosofico intorno alle probabilità del signor conte Laplace, Modena 1821
- Opere matematiche, Roma 1954